# Фалокриптус колючий
Фалокриптус колючий (Phallocryptus spinosa), або бранхінела колюча (Branchinella spinosa) — вид ракоподібних однойменного роду.
Занесено до Червоної книги України.

## Таксономічна характеристика
Один з 29 видів роду, характерного для австралійської фауни; єдиний представник роду у фауні України.

## Поширення та чисельність
Знайдена в Чорноморському біосферному заповіднику (Кінбурнський п-в, Солоно-озерна, Івано-Рибальчанська ділянки) та на прилеглих до нього територіях, поблизу сіл Виноградного, Геройського, Рибальчого (Голопристанський р-н Херсонської обл.), Василівни (Очаківський р-н Миколаївської обл.). До 1940 р. зустрічалась у Куяльницькому та Хаджибейському лиманах. Ареал охоплює Євразію (від Південної Європи до Центральної Азії (Монголія)), Північну Африку (Марокко, Алжир).
Місця перебування —солоні озера і калюжі (солоність води 4 — 15 ‰).
Чисельність — в якісних виловах (пробах води) — численна.
Причини зміни чисельності. Ймовірно, антропогенний вплив (випасання худоби на луках, забруднення водойм стоками тваринницьких ферм і т. п.).

## Особливості біології
Галобіонт. Живиться фітопланктоном, детритом, бактеріями та дрібними гіллястовусими рачками. Активна фаза життя весняної генерації — з початку квітня по кінець червня за температури води 4 — 26 °С; літньої генерації — з червня по вересень за температури води 19 — 33 °С. Дає 1 — 2 весняні Та З — 4 літні генерації; тривалість життя генерації відповідно 45 — 65 та 25 — 35 днів. Яйця латентні. Кількість кладок 3 — 5 (у кожній 20 — 310 яєць). Життєвий цикл включає періоди: наупліальний — 7 — 15, передрепродуктивний — 8 — 19 та репродуктивний — 18 — 24 дні.
Розмноження у неволі — не спостерігалося.

## Заходи охорони
Охороняється у комплексі з іншими гідробіонтами у Чорноморському біосферному заповіднику. Слід організувати біологічний контроль за станом популяції.